# Karel Provansalski
Karel Provansalski ali Karel II. Provansalski je bil od leta 855 do svoje zgodnje smrti leta 863 karolinški kralj Spodnje Burgundije (Provanse), * 845, † 25. januar 863, Lyon. 
Bil je najmlajši sin cesarja Lotarja I. in Ermengarde Tourske.
Njegov oče je Srednjo Frankovsko razdelil med svoje tri sinove: najstarejši Ludvik je dobil Italijo in položaj cesarja Svetega rimskega cesarstva, Lotar II. Lotaringijo (sodobna Lorena, Nizozemske dežele in Zgornja Burgundija) in najmlajši Karel Spodnjo Burgundijo.
Ko je Karlu umrl oče, je bil še otrok, in upravljanje njegovega kraljestva je prevzel njegov učitelj, grof Girart de Roussillon, čigar žena je bila svakinja Lotarja I. Girart je bil odločen regent in branil kraljestvo pred Severnjaki, ki so plenili po Roni vse do Valence. 
Karlov stric Karel Plešasti je leta 861 poskušal posredovati v Spodnji Burgundiji. Na poziv grofa Arlesa, naj posreduje, je vdrl v Spodnjo Burgundijo, vendar je dosegel le Mâcon, kjer ga je zadržal Hincmar iz Reimsa. 
Karel Provansalski nikoli ni samostojno vladal svojemu kraljestvu. Regent Girard, in ne on, je leta 858 uredil, da bi se po Karlovi smrti, če ne bi imel otrok, Spodnja Burgundija vrnila Karlovemu bratu Lotarju. Po Karlovi smrti je Provanso zahteval tudi Karlov starejši brat Ludvik, tako da se je kraljestvo razdeljeno med oba brata: Lotar je prejel škofije Lyon, Vienne in Grenoble, ki jih je vodil Gerard, Ludvik pa Arles, Aix in Embrun. 